# ویلیام نوبلز
ویلیام نوبلز (انگلیسی: William Nobles؛ ‏ ۲۳ دسامبر ۱۸۹۲ – ۲۴ نوامبر ۱۹۶۸) فیلم‌بردار اهل ایالات متحده آمریکا بود.
وی فیلم‌بردار فیلم‌هایی همچون مردان کوچک، قانون وحش و جنگل گمشده بوده است.